# Зарічне сільське поселення (Томський район)
Зарі́чне сільське поселення (рос. Заречное сельское поселение) — сільське поселення у складі Томського району Томської області Росії.
Адміністративний центр — село Кафтанчиково.
Населення сільського поселення становить 8471 особа (2019; 7045 у 2010, 6286 у 2002).
Станом на 2002 рік існувала Зарічна сільська рада (села Калтай, Кафтанчиково, Тахтамишево, присілки Барабінка, Головина, Кандінка, Кисловка, Чорна Річка). Пізніше село Калтай та присілок Кандінка увійшли до складу новоствореного Калтайського сільського поселення.

## Склад
До складу сільського поселення входять:
| Населений пункт       | Населення, осіб (2002) | Населення, осіб (2010) |
| --------------------- | ---------------------- | ---------------------- |
| Барабінка, присілок   | 598                    | 622                    |
| Головина, присілок    | 37                     | 29                     |
| Кафтанчиково, село    | 1363                   | 1528                   |
| Кисловка, присілок    | 2624                   | 2929                   |
| Тахтамишево, село     | 626                    | 704                    |
| Чорна Річка, присілок | 1038                   | 1233                   |